# Les Sacapoux
Les Sacapoux est un roman autobiographique français écrit par Jacques Rouland en 1998.

## Résumé
En 1937, en Normandie, Jacques et ses frères Bernard, Jean Pierre et Adrien, écoliers en abbaye, apprennent la mort de leur mère. Leur père rachète une teinturerie à Paris. Il renvoie ses fils à l'école en Normandie, logeant chez leurs grands parents. Jacques retourne à Paris en 1939. A l'orphelinat, ils se traitent de « sacapoux ». En 1943, son père l'envoie dans un séminaire à Caen. En mai 1944, il l'envoie chez sa grand-mère à Avranches qui est bombardé lors du débarquement et qu'ils évacuent.